# Escultura en bronce

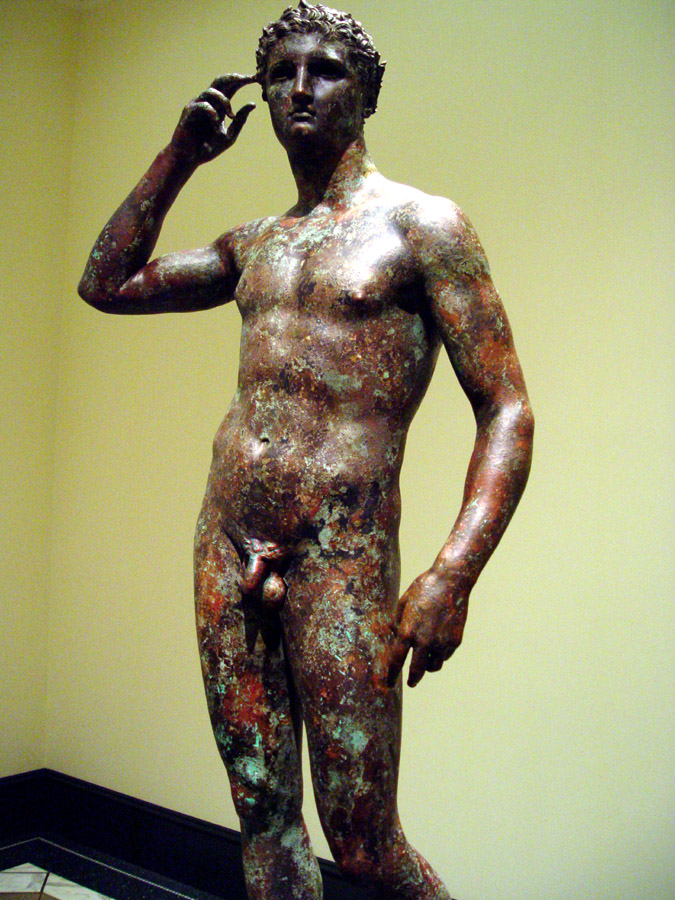
Atleta victorioso o atleta de Fano (ca. 310 a. C.), uno de los escasos bronces griegos antiguos preservados en el fondo del mar.

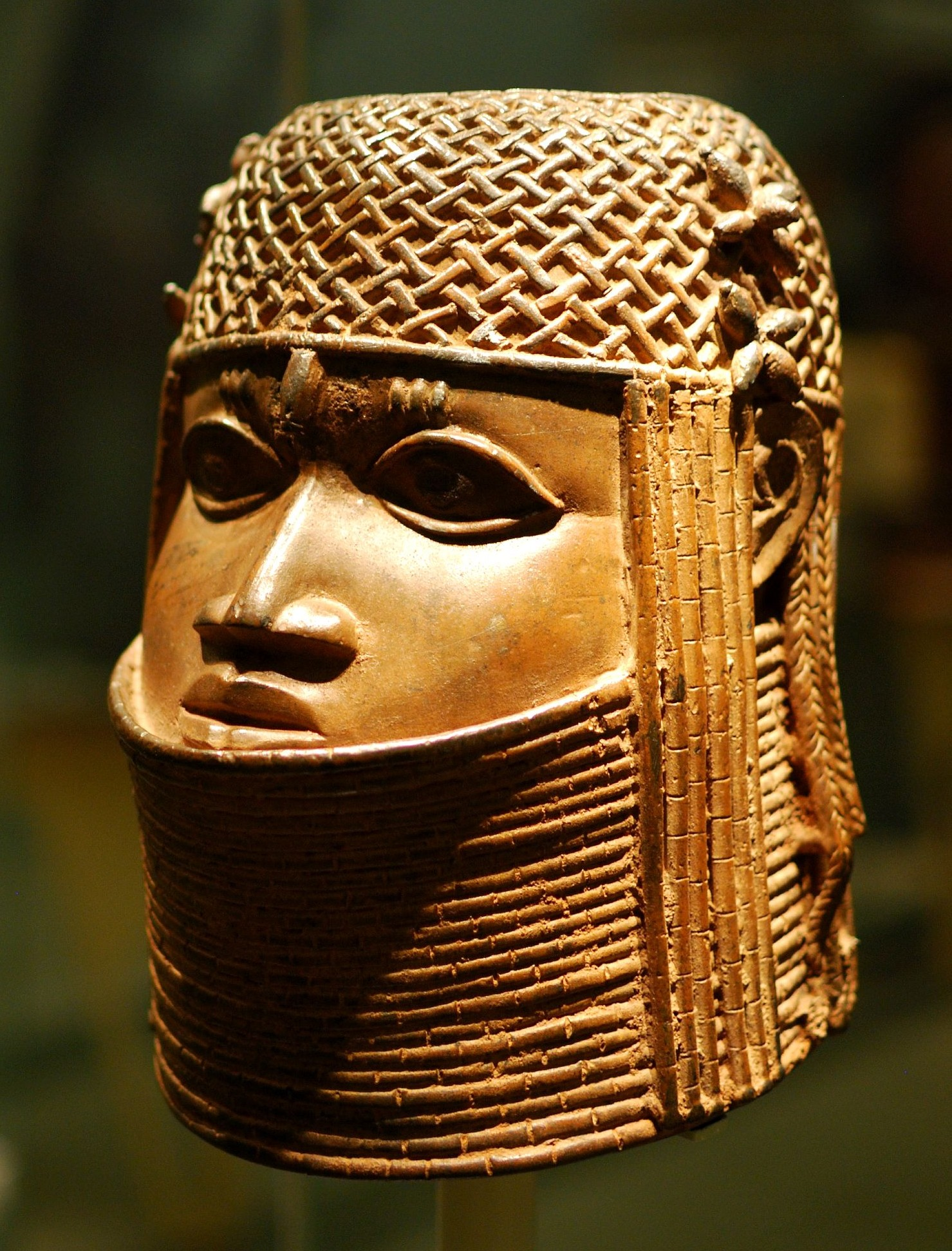
Cabeza femenina de un bronce de Benín.

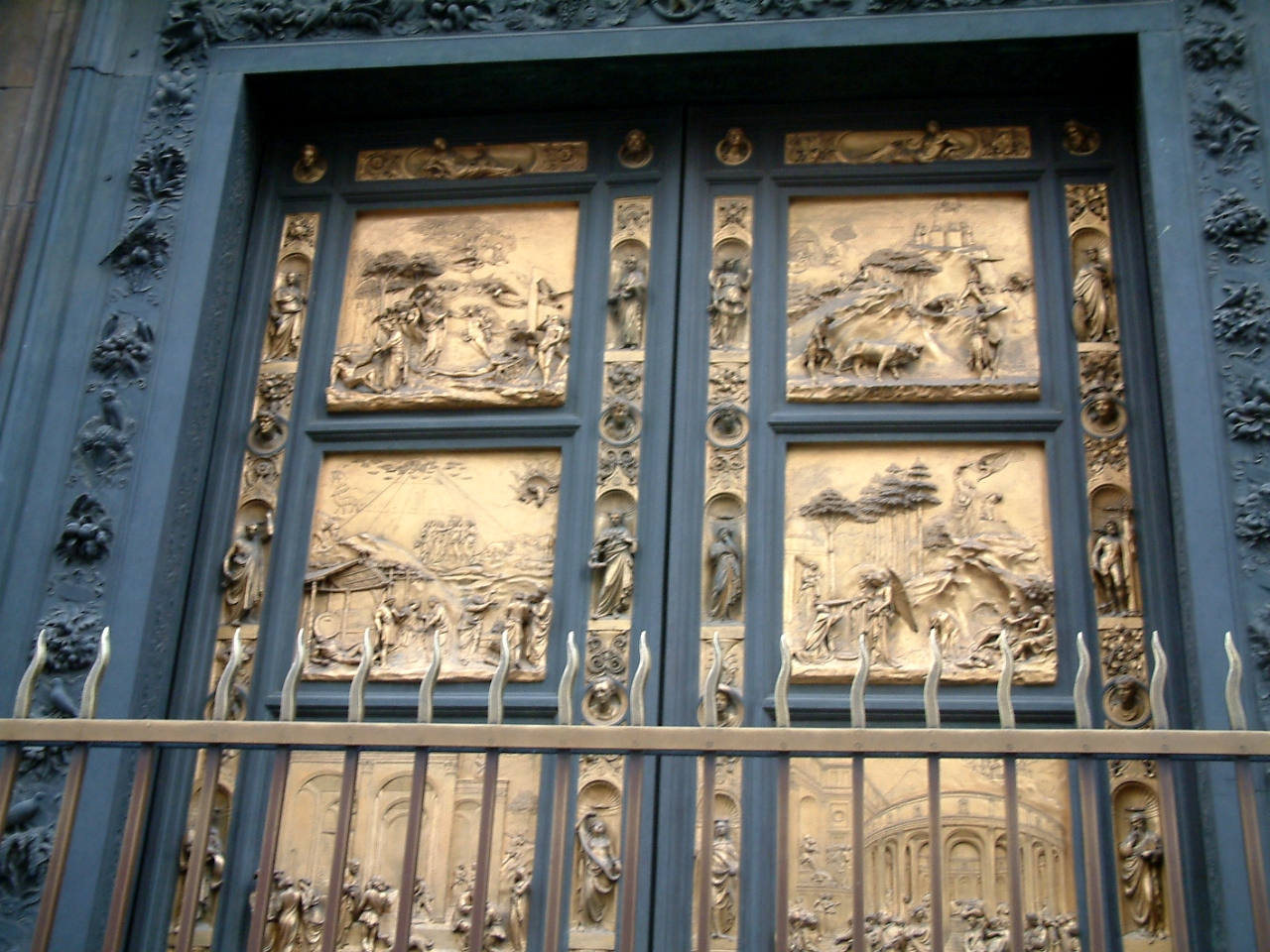
Puertas de bronce del Baptisterio de Florencia, de Lorenzo Ghiberti, 1401-1422.

La escultura en bronce es la forma típica de la escultura en soporte metálico desde el arte antiguo. A las piezas escultóricas de este material se las denomina simplemente "bronces".
Las particulares condiciones del bronce, una aleación de cobre y estaño de gran dureza y ductilidad, que tiene una mínima expansión y contracción al fundirse y solidificarse, le hace especialmente adecuado para la realización del procedimiento de la cera perdida, tanto para pequeñas estatuillas macizas como para grandes esculturas (habitualmente realizadas en varias piezas, lo que permite un gran dinamismo) en las que el material puede ser de una gran finura, de pocos milímetros, que se separa fácilmente del molde. Previamente, el escultor ha modelado la pieza en un material moldeable que permita la confección sobre él del molde de material refractario en el que se vierte la colada o fundición de bronce. Esa puede ser tarea de otro profesional, el fundidor, un artesano especializado que también fabrica otro tipo de objetos de bronce, como las armas (espadas en la Edad del Bronce, cañones en la Edad Moderna) o las campanas realizadas por los campaneros desde la Edad Media. Otra técnica predilecta para la realización de esculturas de bronce es la fundición a la arena, que consiste en el vaciado del metal líquido en la impresión dejada por el modelo sobre una cama de arena. La arena se aglomera con arcilla (bentonita)  que le otorga la plasticidad suficiente para realizar el trabajo.
El valor intrínseco del material y su posibilidad de reciclado (a diferencia de los materiales de la escultura tallada -piedra o madera-) han sido históricamente una desventaja para la preservación de las esculturas de bronce de la Antigüedad, que en su mayor parte se han fundido para fines utilitarios (sobre todo para armamento), conservándose muy pocas (con lo que cobra un especial valor las recuperadas por la arqueología submarina de antiguos naufragios). Incluso algunas de las contemporáneas son robadas y fundidas.

## Material
Hay muchas clases de bronce, con lo que la denominación tiende a ser considerada como demasiado imprecisa por los recientes catálogos museísticos, que prefieren reemplazarla por descripciones genéricas como "aleaciones de cobre" (copper alloy), especialmente para las piezas más antiguas. El bronce moderno suele tener una composición de un 88% de cobre y un 12% de estaño. El "bronce alfa" (alpha bronze) consiste en la solución sólida alfa de estaño en cobre. El bronce alfa de un 4–5% de estaño se usa para monedas y gran número de aplicaciones industriales. Los bronces históricos son altamente diferentes entre sí en su composición, dado que los broncistas debían utilizar los materiales que tenían a mano. Así por ejemplo el candelabro Gloucester, de la Inglaterra del siglo XII, contenía una mezcla de cobre, zinc, estaño, plomo, níquel, hierro, antimonio, arsénico y una cantidad inusualmente alta de plata (entre el 22.5% de la base y el 5.76% de la zona bajo las velas). Las proporciones de la mezcla sugieren que se utilizaron monedas antiguas. Los bronces de Benín son en realidad latón, mientras que el material de la pila bautismal de San Bartolomé de Lieja puede ser clasificado como bronce o como latón.

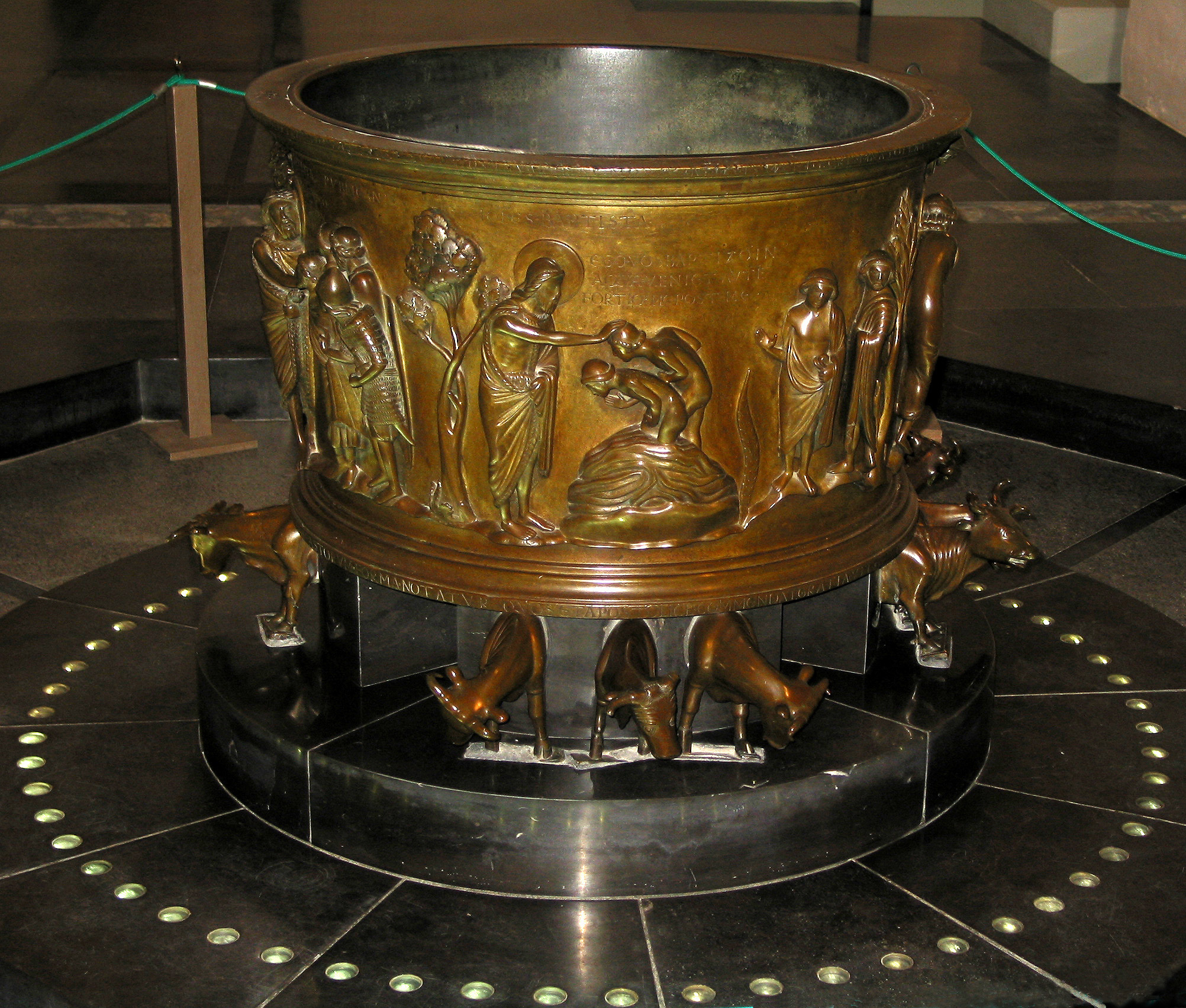
Pila de Lieja.
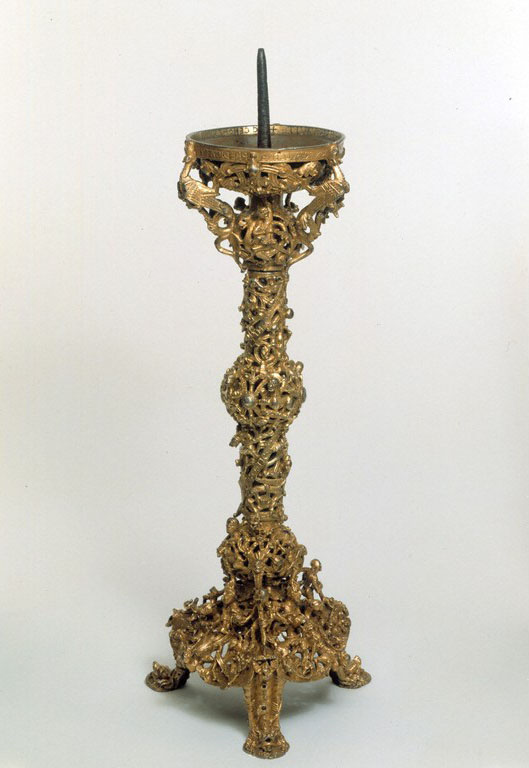
Candelabro de Gloucester.
Buda de Kamakura.

En la Edad del Bronce, se usaban comúnmente dos aleaciones: el "bronce clásico", con un 10% de estaño, se usaba para la fundición, mientras que el "bronce ligero" (mild bronze), con un 6% de estaño, se batía a partir de lingotes para fabricar láminas de bronce. Las armas se solían fundir con bronce clásico, mientras que los yelmos y armaduras se batían a partir de bronce ligero. El "bronce estatuario", más moderno, suele componerse de un 90% de cobre y un 10% de estaño.

## Historia
Las grandes civilizaciones de la Antigüedad utilizaron el bronce para objetos artísticos. Los antiguos egipcios utilizaban estatuillas de bronce en gran número; varios miles de ellas se conservan en las secciones egipcias de museos por todo el mundo. Los antiguos griegos fueron los primeros en realizar figuras humanas de tamaño natural en bronce. Han sobrevivido pocos (los bronces de Riace, el dios del cabo Artemisio o el atleta de Fano) Hay más ejemplos conservados de bronces romanos.
Los antiguos chinos conocían tanto el procedimiento de la cera perdida como la fundición por secciones. Durante la dinastía Shang se realizaron numerosos bronces rituales chinos, vasijas rituales profusamente decoradas, que se enterraban a centenares en las tumbas de emperadores y nobles. Otras civilizaciones orientales utilizaron el bronce en grandes estatuas, como el Alakothiveshwara Tara Devi de la cultura cingalesa (Sri Lanka) o el Buda de Kamakura (Japón), de más de 13 metros y 93 toneladas. La dinastía Chola (India meridional, siglos IX al XIII) representó la cúspide de la fundición de bronce en India.

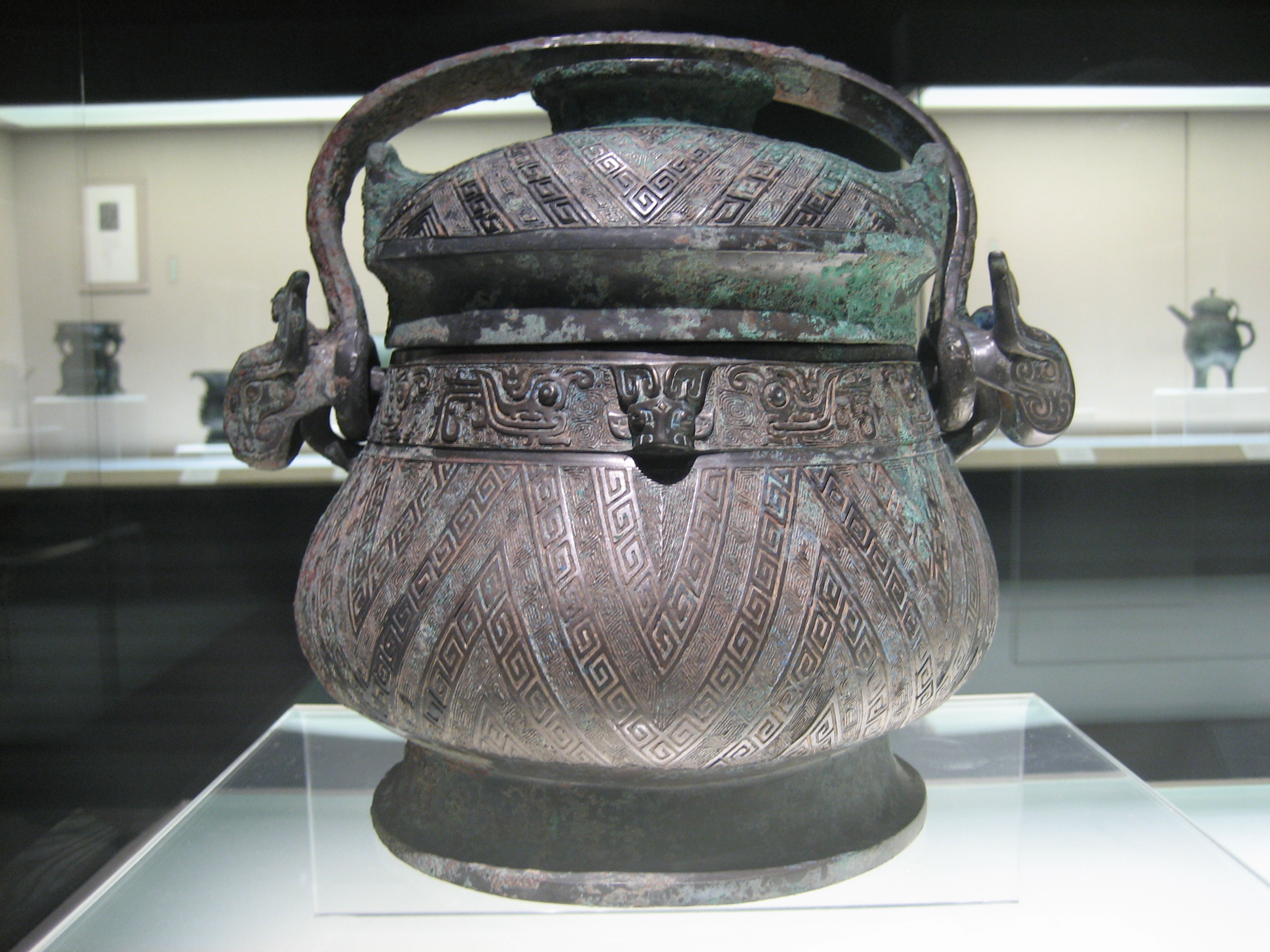
You de comienzos de la dinastía Zhou, museo de Shanghái.
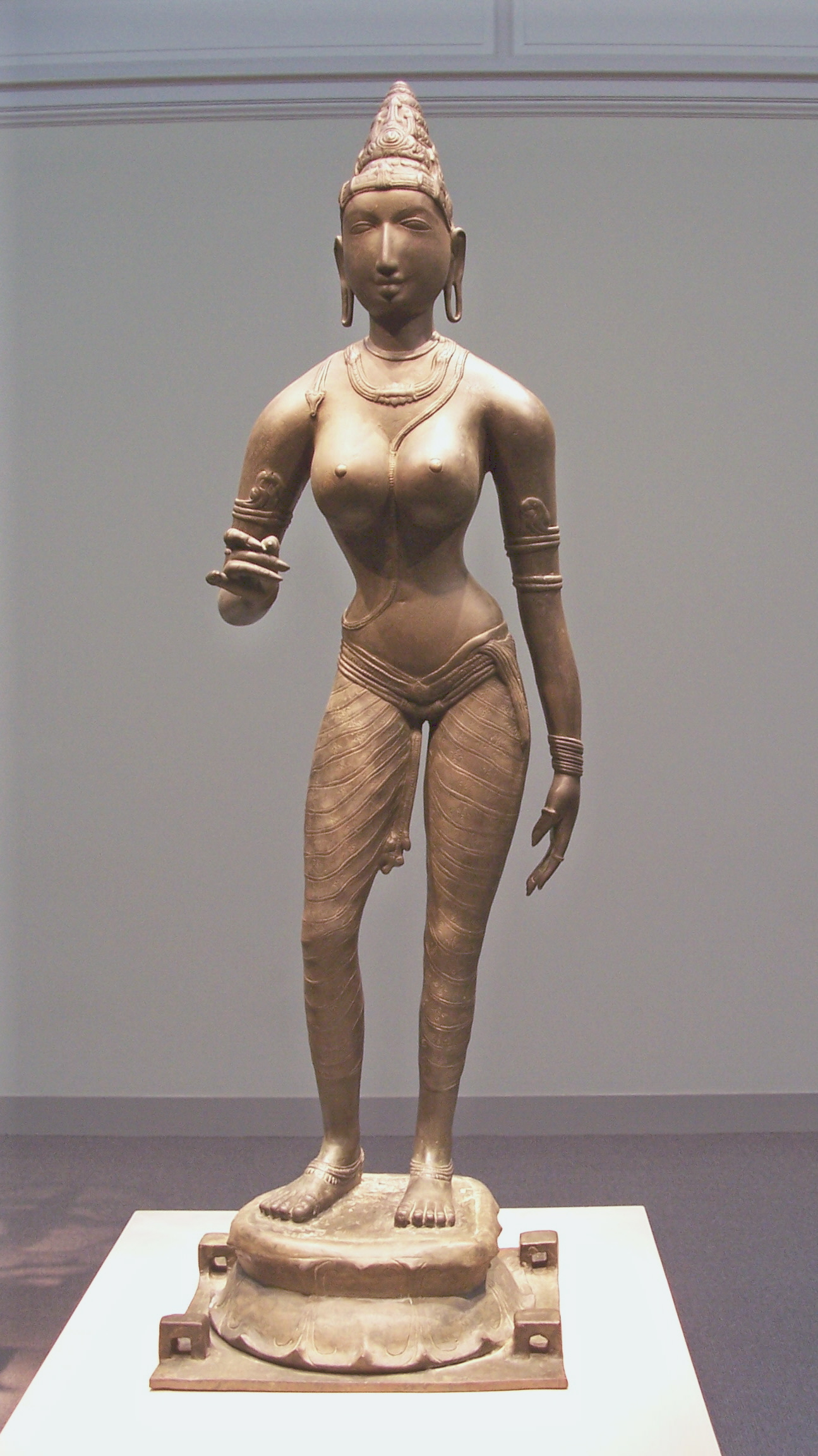
Bronce hindú de la dinastía Chola que representa a la reina Sembiyan Mahadevi como la diosa Parvati.
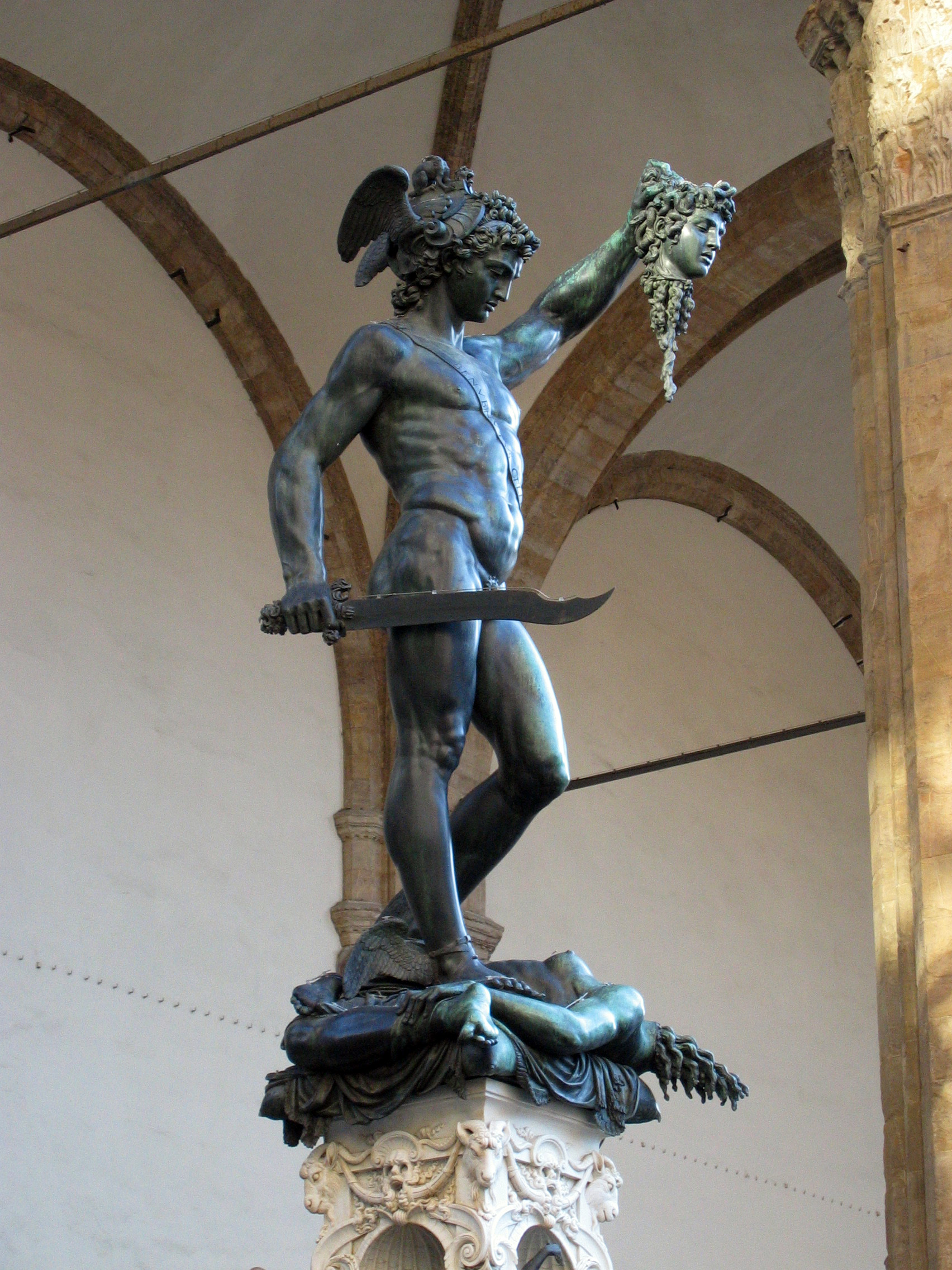
Perseo con la cabeza de Medusa (Benvenuto Cellini, Florencia, 1545-54), Florencia.
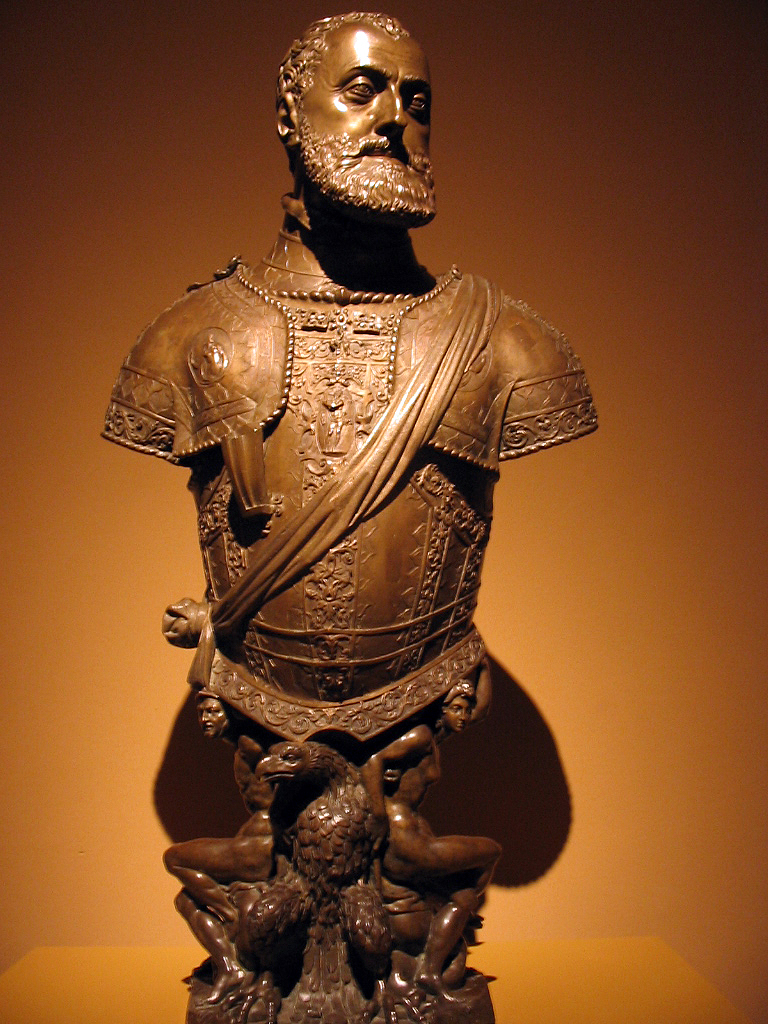
Carlos V (Leone Leoni, mediados del siglo XVI).
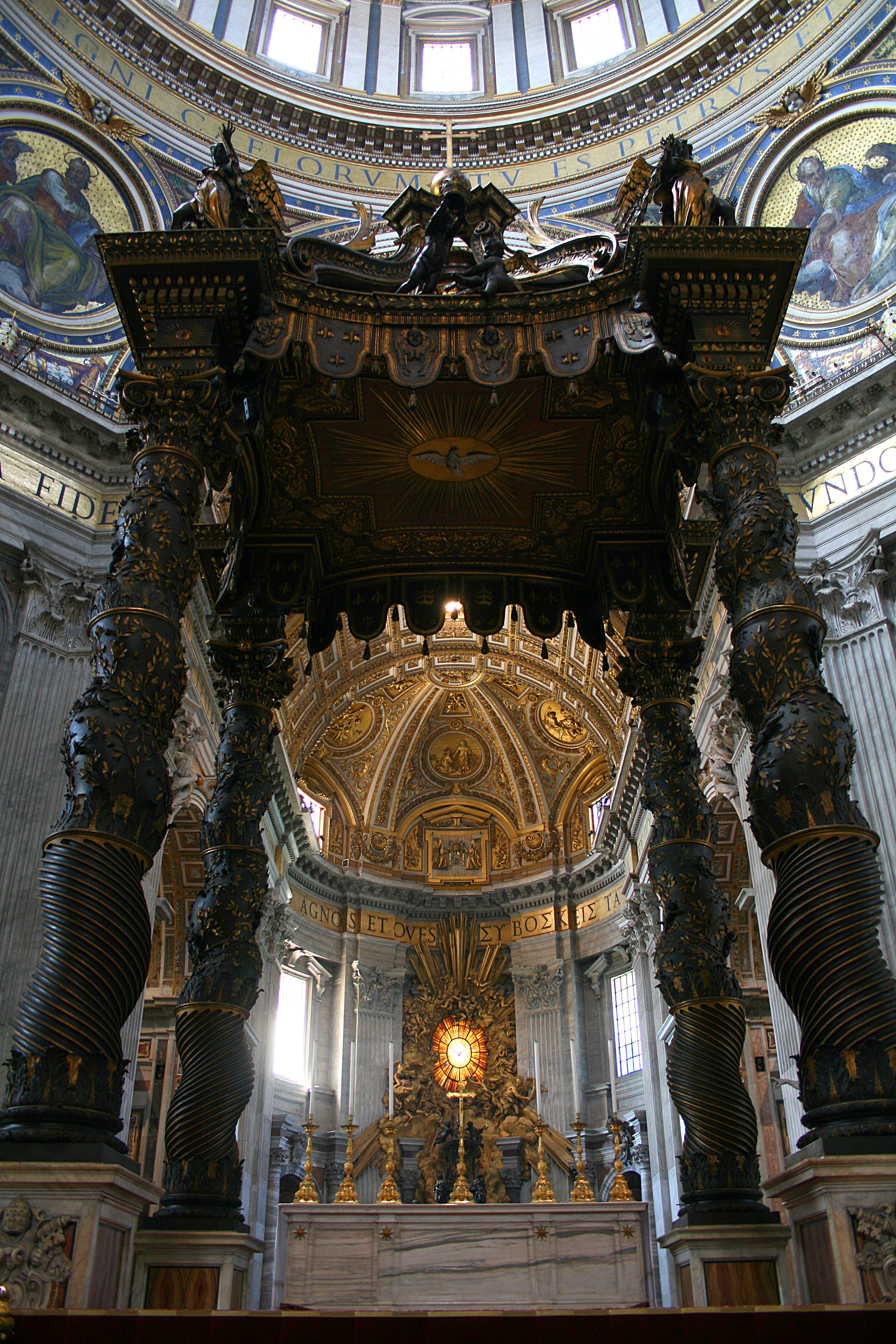
Baldaquino de San Pedro (Bernini, 1623-1624), Roma.
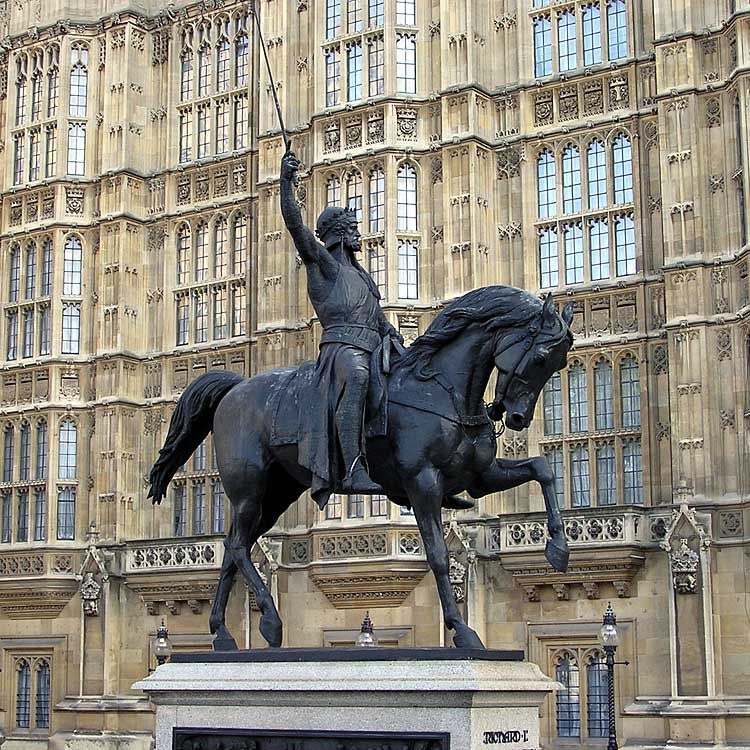
Ricardo Corazón de León (Carlo Marochetti, 1860), exterior del Palacio de Westminster.
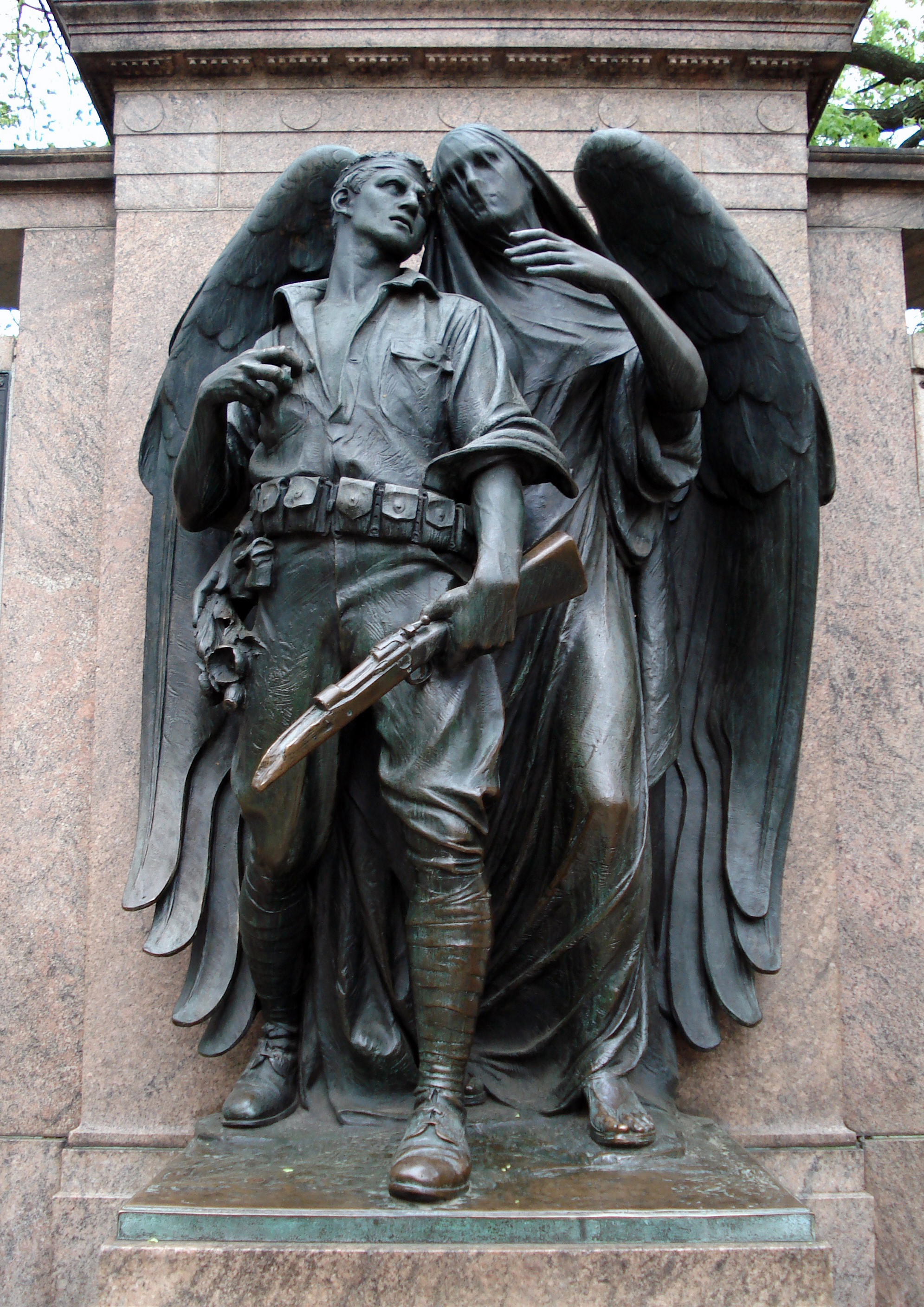
Prospect Park War Memorial (Augustus Lukeman, 1921) en Prospect Park, Brooklyn
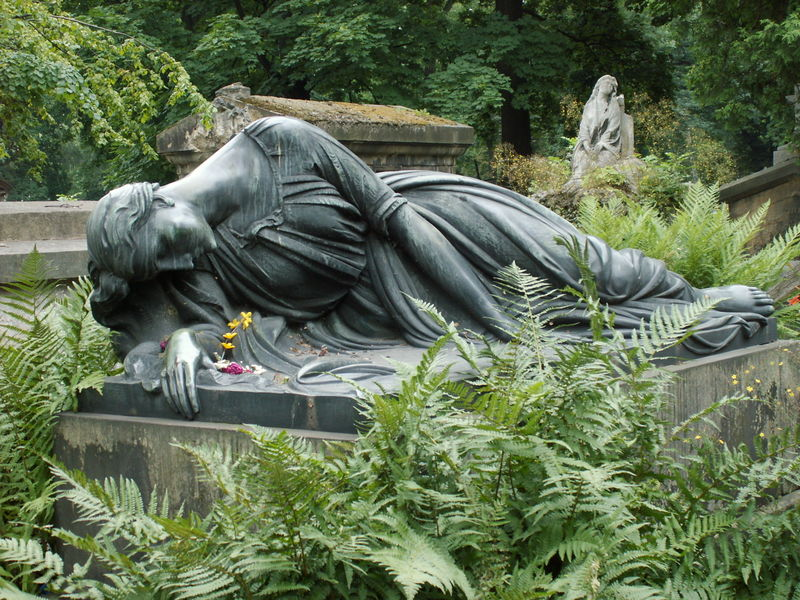
Tumba de la familia Felter  (Karol Hukan), Cementerio Rakowicki, Polonia.
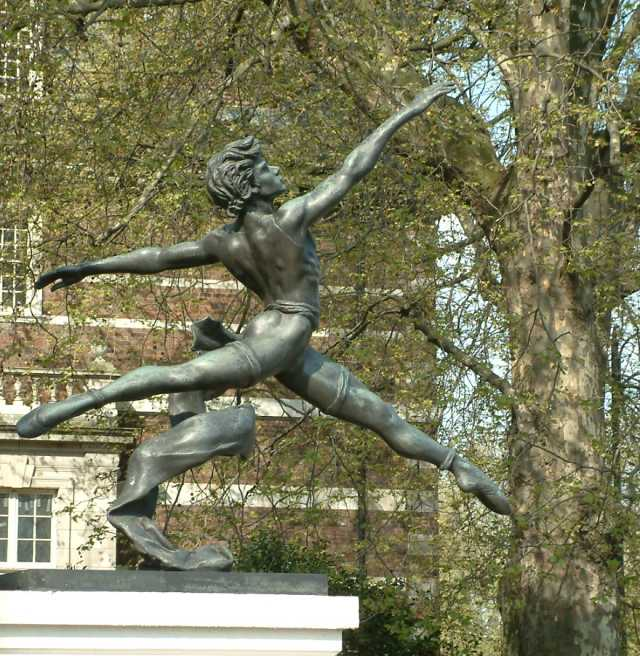
Jeté (Enzo Plazzotta, 1975), en Millbank, ilustrates las capacidades del material.
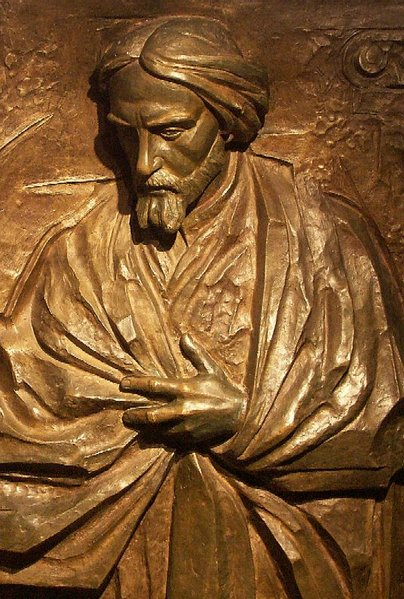
Detalle del Memorial de Cyprian Kamil Norwid (Czesław Dźwigaj) cripta del bardo de la catedral de Wawel, Cracovia.
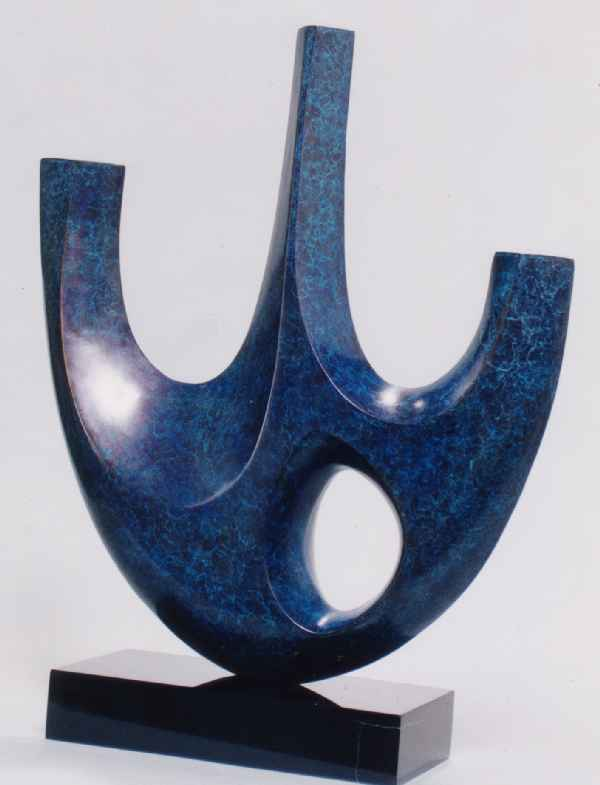
Balance (David Ascalon), muestra cómo reactivos químicos aplicados sobre el bronce crean una superficie azulada similar al mármol.
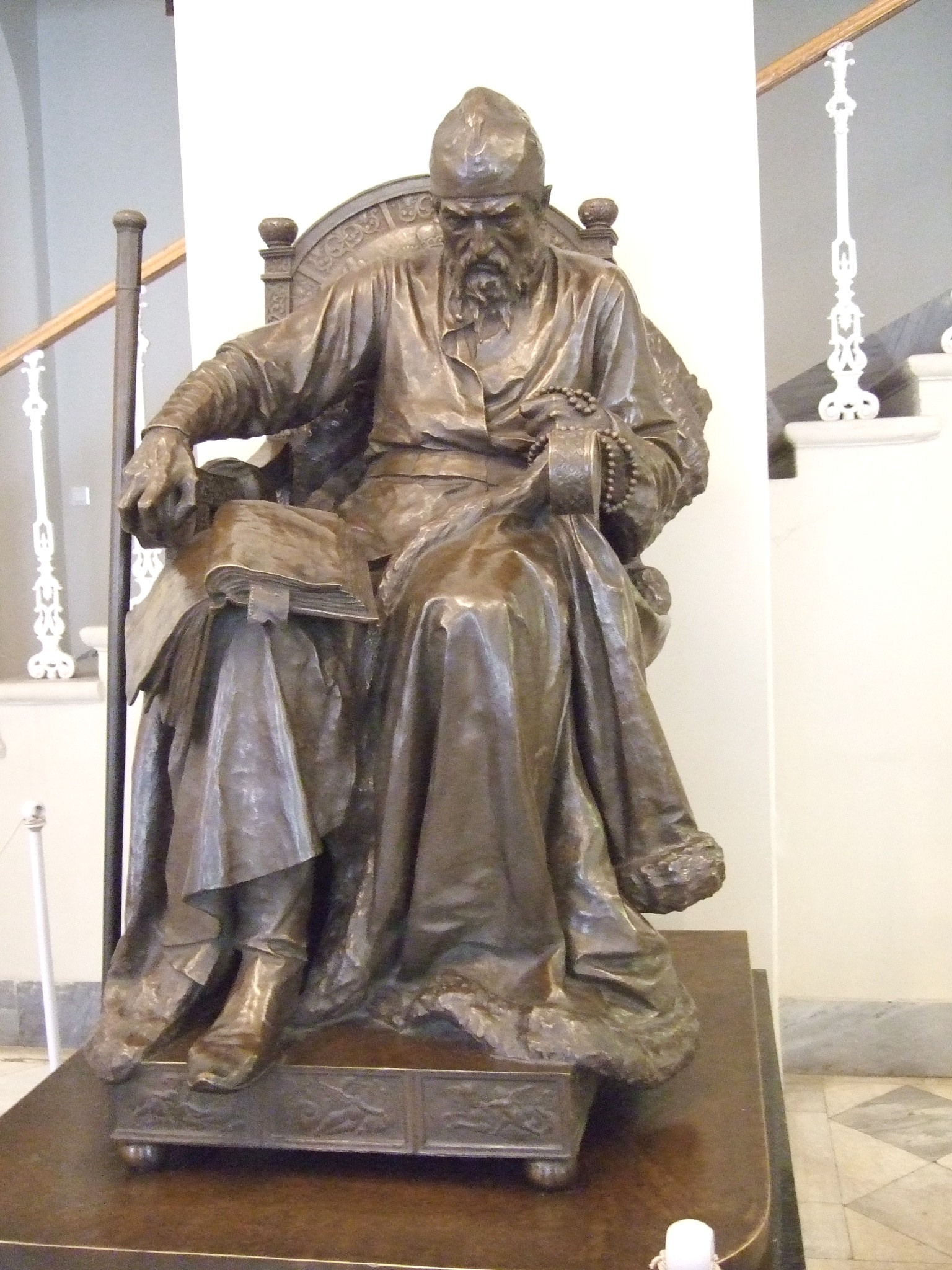
Monumento a Iván el Terrible  (Mark Antokolski), 1871.
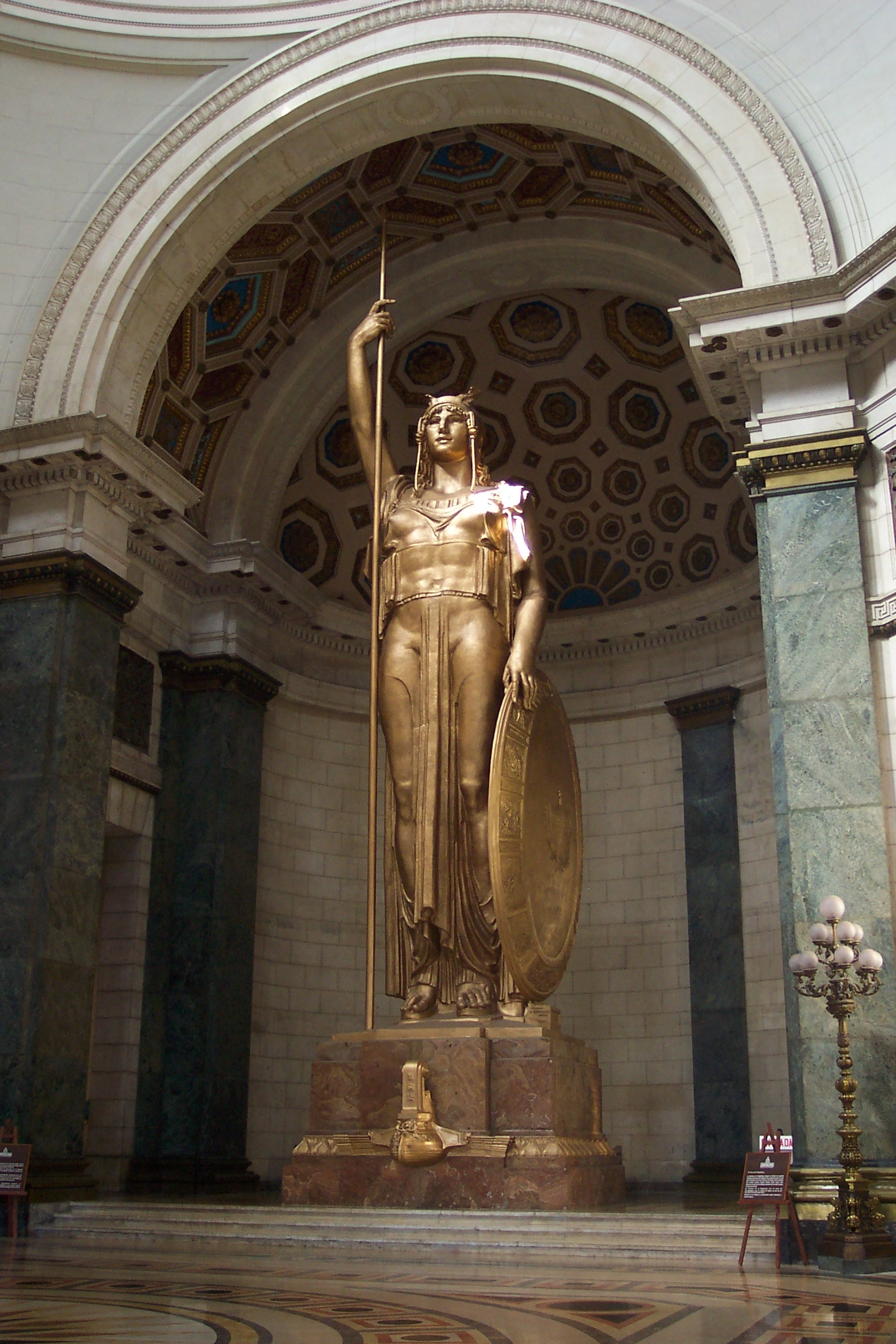
La República (Angelo Zanelli, 1929), interior del Capitolio Nacional de La Habana, enchapada en oro.